# Nagyberki
Nagyberki  (németül: Großbergl) község Somogy vármegyében, a Kaposvári járásban.

## Fekvése
Kaposvártól 20 kilométerre keletre, Dombóvártól 11 kilométerre nyugatra fekszik, a 61-es főút és a Dombóvár–Gyékényes-vasútvonal mentén. A településen ágazik ki a főútból Kercseliget és Jágónak felé a 6512-es út, ez utóbbi mellett található a vasút Nagyberki megállóhelye is, a lakott terület déli széle közelében. A Kapos folyó jobb partján található Kisberki településrész, ettől délkeletre pedig Vadaskert.
Bár nincs túl közel a Balaton déli partjához, a település szőlőtermő területei mégis a Balatonboglári borvidék részét képezik.

## Története
Nagyberki már ősidők óta lakott hely. A község határában talált leletek, sáncok, földvárak illetve feltárt, úgynevezett „halom” temetkezési helyek arra utalnak, hogy itt kelták laktak az idősszámítás előtti évezred közepén és messze földön híres telepet építettek ki. A Szalacskai őstelep, mint fejedelmi székhely dunántúli gócpont volt, pénzverővel, bronzöntödével és kovácsműhellyel.  
A falu történetét okleveles adatok alapján 1229-től ismerjük, ekkor Berky települést a székesfehérvári káptalan birtokaként tartják számon. Az 1573-74. évi török kincstári adólajstromban csupán három házat tudtak összeírni a török adószedők.
Birtokosait a XVIII. század elejétől tudjuk nyomon követni. 1726-ban Madarász László, 1733-ban Jankovics István, a 19. század első felében a Schmidegg család volt a falu földesura. Gróf Schmidegg Kálmán 1848-49-es forradalmi magatartása miatt a szabadságharc leverése után Párizsba menekült. (Ott is halt meg 1854-ben.) Halála előtt megbízottjai által – akik Párizsban felkeresték – eladta Berki birtokát Csapody Pálnak.1862-ben egy árverésen gróf Vigyázó Sándor vette meg az elhanyagolt gazdaságot. 1921-ban bekövetkezett halála után – végrendelete szerint – nagyberki birtoka a Magyar Tudományos Akadémia tulajdona lett, miután fia, gróf Vigyázó Ferenc, 1928-as öngyilkossága után apjának ezt a kívánságát saját végrendeletével teljesítette.
1950-ben Nagyberkihez csatolták az addig különálló falut, Kisberkit. Azóta a település egyik utcája a valamikor önálló község.
Nagyberki a 20. század elején Somogy vármegye Kaposvári járásához tartozott. 1910-ben 1098 lakosából 1073 magyar volt. Ebből 1054 római katolikus, 13 református, 27 izraelita volt.

## Közélete

### Polgármesterei
- 1990–1994: Schmidt Ervin (független)[4]
- 1994–1998: Göndöcs József (SZDSZ-MSZP)[5]
- 1998–1999: Göndöcs József (független)[6]
- 1999–2002: Komár András (független)[7]
- 2002–2006: Komár András (független)[8]
- 2006–2010: Komár András (független)[9]
- 2010–2014: Komár András János (Fidesz-KDNP)[10]
- 2014-2019: Deák Gyula (független)[11]
- 2019–2024: Deák Gyula (független)[12]
- 2024– : Deák Gyula (független)[1]

A településen 1999. április 25-én időközi polgármester-választás zajlott, melynek oka egyelőre tisztázást igényel, de az előző polgármester nem indult el rajta. Választástörténeti érdekesség, hogy ezen a választáson nem kevesebb, mint kilenc fő indult el a polgármesteri tisztségért (egy pártjelölt és nyolc független); ilyen nagy számú jelöltre a rendszerváltás óta eltelt választások mindegyikén csak egészen kis számú – választási évenként legfeljebb 3-4 – településen akadt példa.

## Népesség
A település népességének változása:
| Lakosok száma | 1480 | 1440 | 1457 | 1418 | 1319 | 1317 | 1299 |
|               | 2013 | 2014 | 2015 | 2021 | 2022 | 2023 | 2024 |

A 2011-es népszámlálás során a lakosok 85,8%-a magyarnak, 0,3% bolgárnak, 7,2% cigánynak, 1,5% németnek, 0,2% románnak mondta magát (14% nem nyilatkozott; a kettős identitások miatt a végösszeg nagyobb lehet 100%-nál). A vallási megoszlás a következő volt: római katolikus 57,8%, református 3,5%, evangélikus 1%, görögkatolikus 0,1%, felekezet nélküli 12,7% (23,8% nem nyilatkozott).
2022-ben a lakosság 86,2%-a vallotta magát magyarnak, 5,2% cigánynak, 1,7% németnek, 0,2% szerbnek, 0,2% románnak, 0,2% lengyelnek, 0,1% horvátnak, 3% egyéb, nem hazai nemzetiségűnek (13,3% nem nyilatkozott; a kettős identitások miatt a végösszeg nagyobb lehet 100%-nál). Vallásuk szerint 49,4% volt római katolikus, 2,7% református, 0,5% ortodox, 0,3% evangélikus, 0,1% izraelita, 0,1% görög katolikus, 1,3% egyéb keresztény, 0,6% egyéb katolikus, 11,2% felekezeten kívüli (33,7% nem válaszolt).

## Nevezetességek

### Vigyázó-kastély
A település legnagyobb büszkesége a műemléki védelem alatt álló kétszintes kastély, amelyet 1760-ban építtetett gróf Niczky Kristóf. Rokokó stílusú épület, alapterülete 1100 m2. A Schmidegg-család birtoklása után, a XIX. század végén gróf Vigyázó Sándor vásárolta meg a rezidenciát egy árverésen. Halálát követően fia, Ferenc lett az új tulajdonosa, majd 1928-tól a Magyar Tudományos Akadémia kezére került a birtok. A kastély az államosítását követően a helyi általános iskolának adott otthont, majd 1985-től a Somogy Megyei Levéltár fiókintézményeként működött. 2016-ban a levéltár  kiköltözött az épületből, mely azóta sajnos üresen áll.   
A kastélyhoz tartozik egy 2 hektáros, természetvédelmi területű park. Legértékesebb növényei az öreg platánok, a lucfenyők és a japánakácok, találhatunk még itt termetes feketedió- és vadgesztenyefákat is. A testes tuják és a karcsú közönséges nyírek törzse és lombozata egész évben szemet gyönyörködtető, míg a tamariskák különösen a virágzás idején nyújtanak szép látványt.  

### Krisztus Király-templom
A templom építése 1939-ben kezdődött el román stílusban, ünnepélyes felszentelésére 1941. július 6-án került sor. Különlegessége a szépen kidolgozott, ókeresztény motívumokat ábrázoló kazettás mennyezet. Nagyméretű Mayer-orgonáját 1946-ban építették, tornyában négy harang lakik.   
A templom kertjében első és második világháborús hősi emlékmű található, valamint egy 1831-ben emeltetett és 1903-ban javíttatott kereszt.

### Szalacska-hegy és Kata-hegy
A községtől délre 9 km-es távolságba helyezkedik el a kiváló mikroklímájának köszönhetően a harmonikus, zamatos borokat termő Szalacska, mellette pedig a Kata-hegy, melyek országos jegyzékben szereplő bortermő helyek, a Balatonboglári borvidék részei. A szép, rendezett pincékben kiváló borok érlelődnek, melyek a túrázni, kirándulni vágyók részére rendelkezésre állnak. A főbb termelt fajták: olaszrizling, királyleányka, zöld veltelini, kékfrankos, zweigelt és a merlot. Minden év tavaszán – a környező községekkel közös Hegyközség által rendezett borversenyen – hozzáértő, vizsgázott borszakértők minősítik a borokat. 
A szőlőhegy nagy kiterjedésű platóját szőlők foglalják el, a 20. század elején még egy 1769-ből való uradalmi présház is látható volt itt. 
Szalacska-hegy védőszentje páduai Szent Antal. Tiszteletére június közepén szentmisével egybekötve rendezik meg az Antal-napi hegyi búcsút az 1773-ban, barokk stílusban épült római katolikus kápolnában. 
Szalacskán egy ősi földvár maradványai látszanak, ahonnan még az 1800-as évek vége körüli ásatások alkalmával előkerült kora vaskorból és a kelta időkből származó leletanyagból, Darnay Kálmán ásatásaiból a sümegi állami Darnay-múzeum több termét megtöltő régiség került elő, többek között az itt feltárt kelta pénzverő és öntőműhely is. A várhegy maga részben kettős terasszal bír. Az egyik része nehezen hozzáférhető meredek földtöltés, a másik, lankásabb részét egy alul hányt, szintén meredek, második teraszról védték. Ezen az oldalon mély pinceüreg is volt, belül füstös falakkal, melynek hosszúsága és mélysége ismeretlen. A hajdani földvár környékén számos áldozati domb és sírhalom is látható.

#### A szalacskai halomsírok

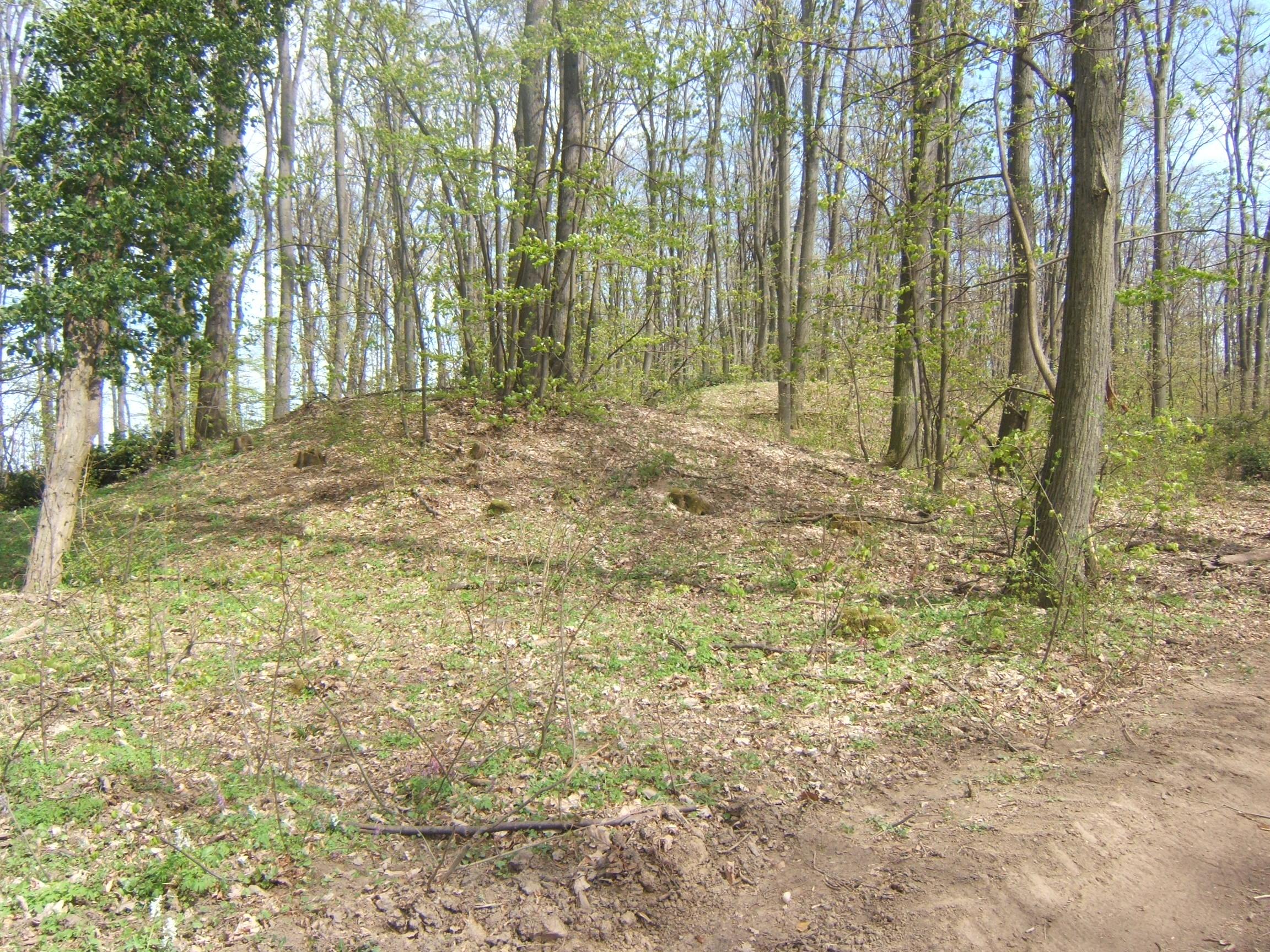
Halomsírok a szalacskai erdőben

Nagyberki térségében három csoportban is találhatók i. e. 7-8. századból származó halomsírok. Ezek száma korábban száznál is több volt, de sok közülük a mezőgazdasági művelés következtében eltűnt. A falutól délre található szalacskai szőlőhegy déli szélén található erdőben azonban 20 halomsír jó állapotban fennmaradt. Kutatásuk már a 19. században elkezdődött.
A húsz halom átmérője 8 és 30 méter között van, magasságuk 1 és 8 méter közötti. Közepükön helyezkedett el a sírkamra, amelynek fala kőből készült vagy kőpillérek közé helyezett gerendákból, négy sarkánál pedig kőoszlopokkal erősítették meg, és fával fedték be. A sírok előterébe keskeny árkot húztak, és ide helyezték el a máglyáról összekapart, elhamvasztott maradványokat, csontokat, mellé pedig néhány tárgyat helyeztek. A sírkamra másik sarkába élelmet tartalmazó urnákat tettek: ezek az igen díszes, de csak felületesen megmunkált edények kifejezetten a halotti szertartás céljára készültek. Mindezek fölé egy döngölt sárfalat emeltek, a fal fölött így képződő második kamrába pedig a halott elégetett használati eszközeit tették, valamint olyan edények maradványait, amelyeket a temetési szertartáshoz használtak, és a szertartás alkalmával törtek össze. Az ásatáson feltárt tárgyak a Magyar Nemzeti Múzeumban láthatók.

### Zelfel György mezőgazdasági gépgyűjteménye
A magángyűjtemény régi mezőgazdasági gépekből és eszközökből áll, nagy részük a 20. század elejéről származik, a legrégebbi darab egy 1879-ből származó magtisztító. A gyűjteményt, amely 2017-ben bekerült a Somogy Megyei Értéktárba is, tulajdonosa az 1990-es alapítás óta folyamatosan bővíti, a beszerzett eszközöket pedig helyreállítja és működőképessé teszi.

## Híres emberek
- Itt született Oláh János (1942–2016) író, költő.

## Képek

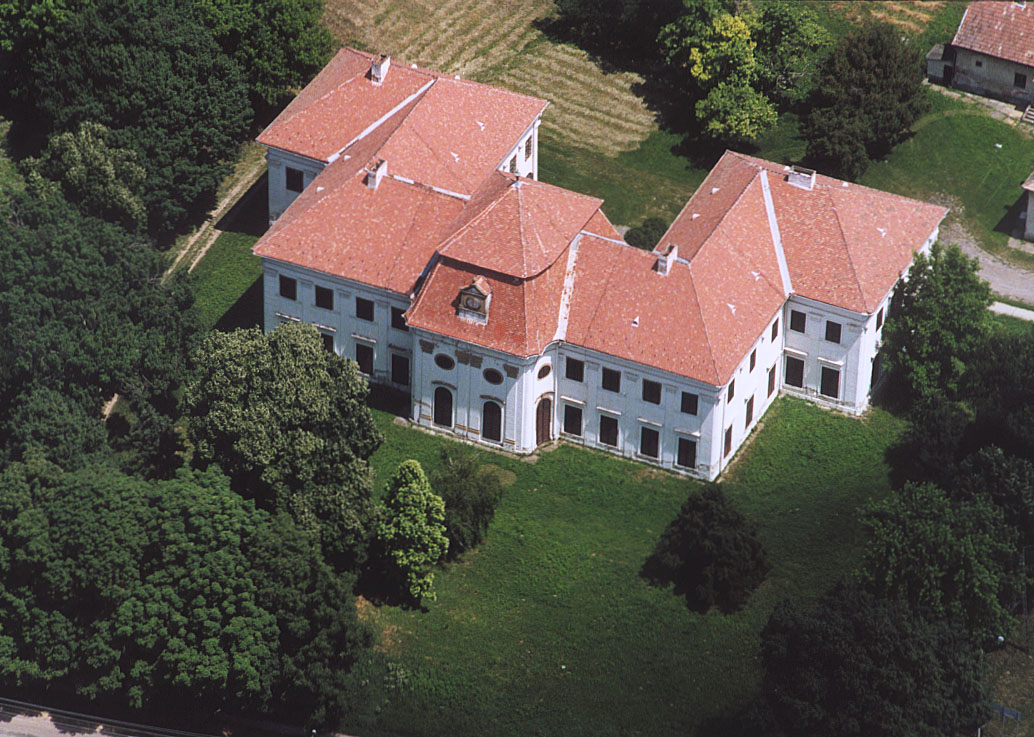
A Vigyázó-kastély
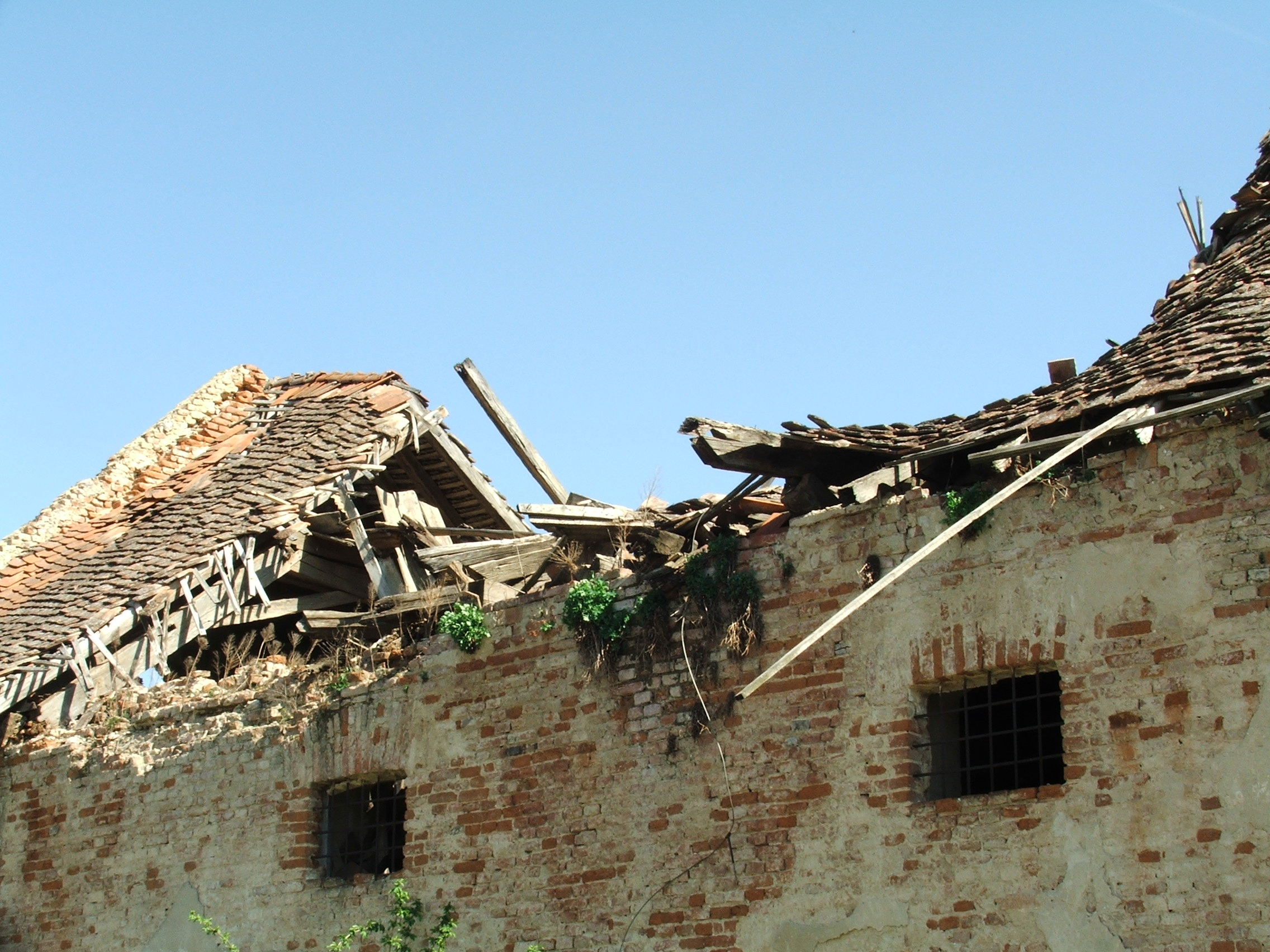
A romos állapotú műemlék magtár
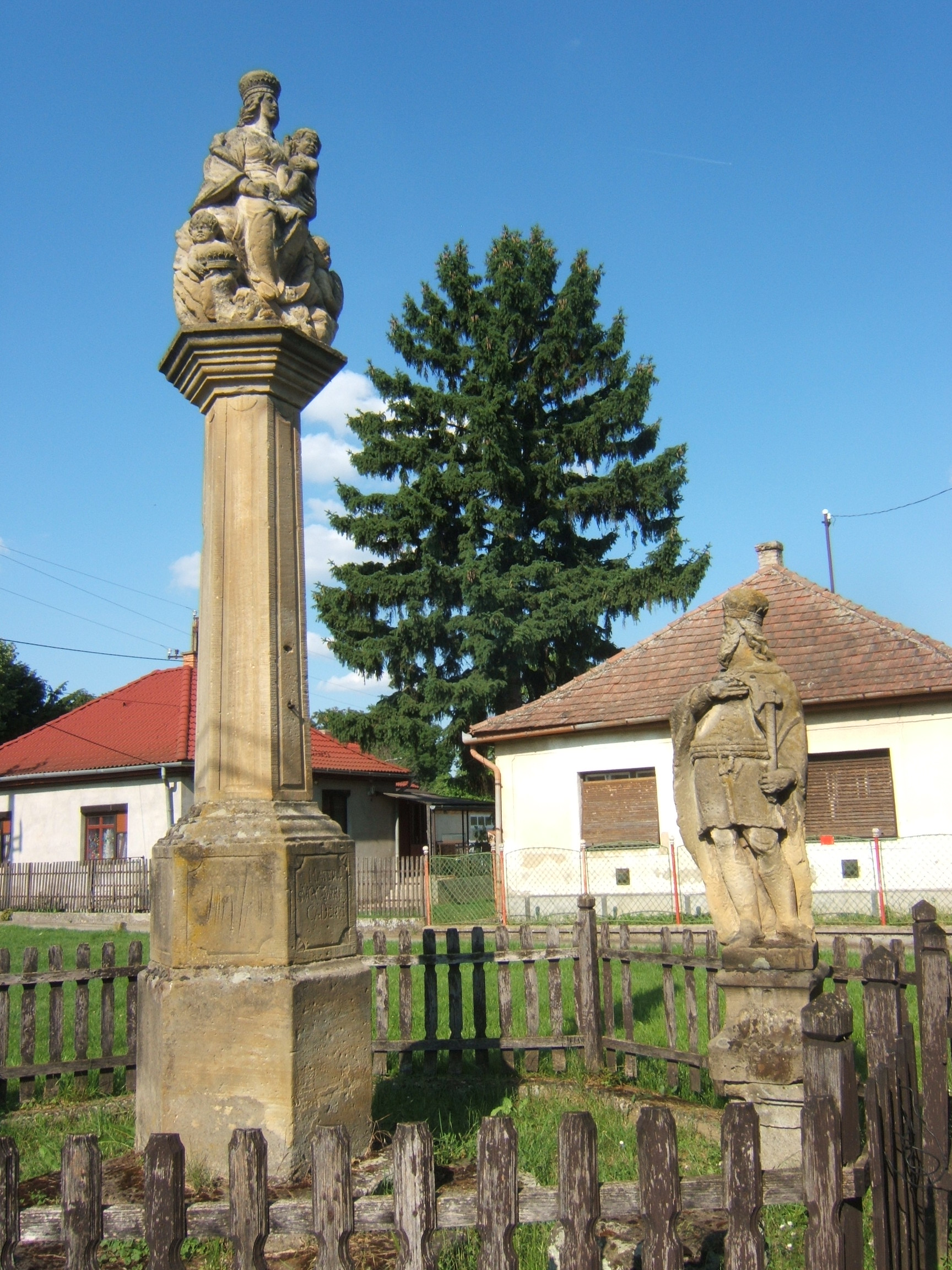
A 218 éves Magyarok Nagyasszonya-szoborcsoport
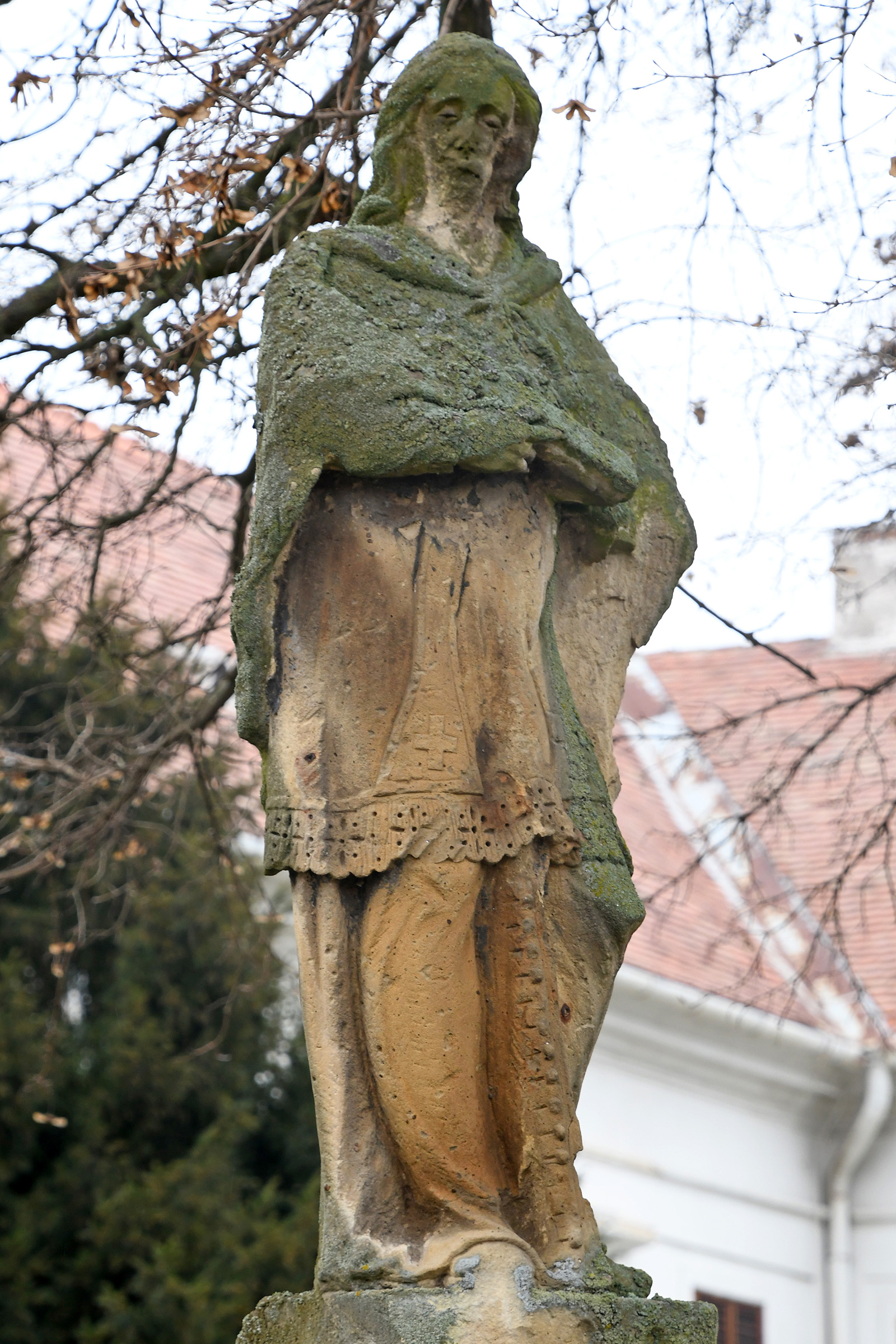
Nepomuki Szent János szobra
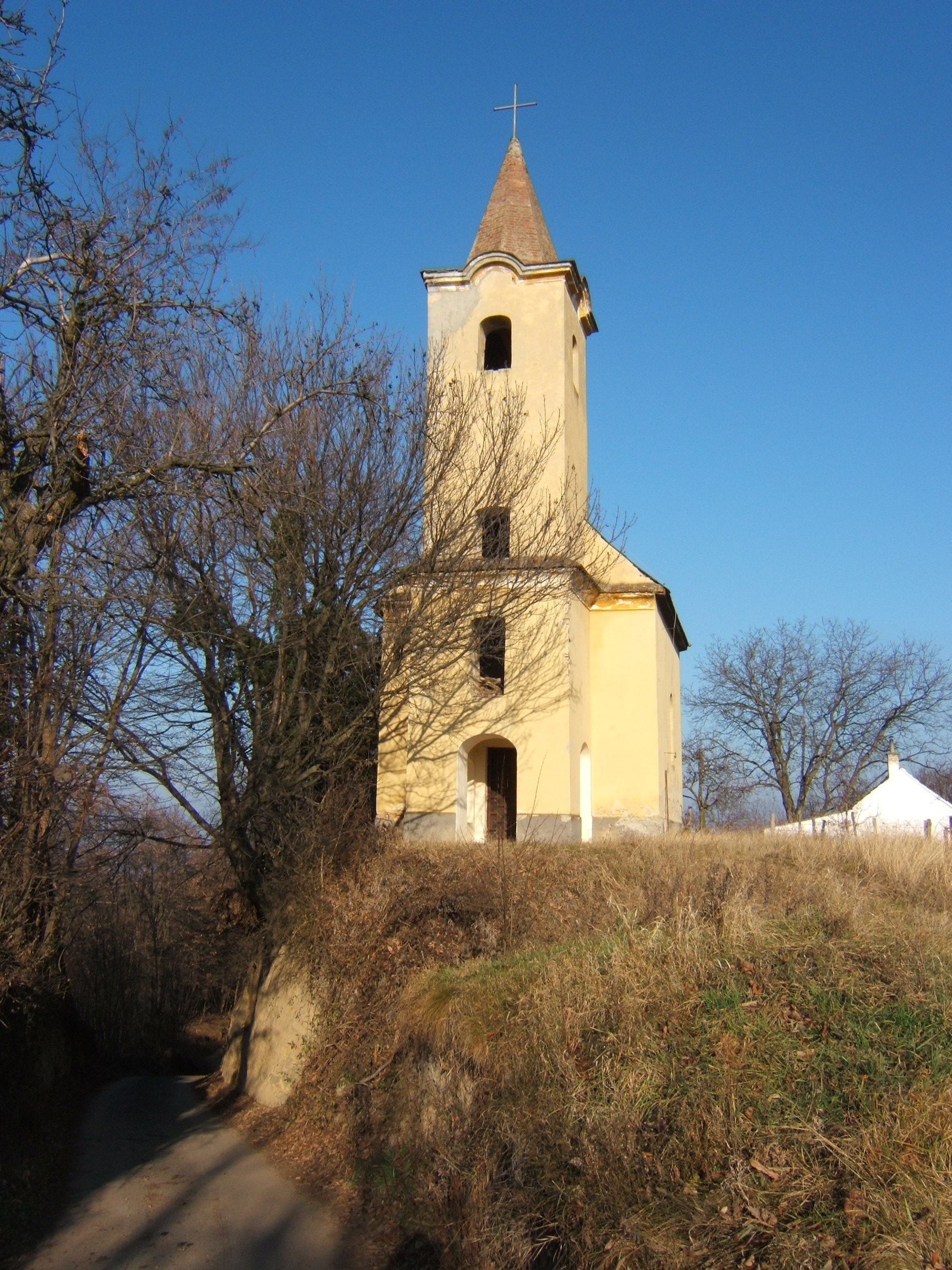
A Szalacska-hegy kápolnája
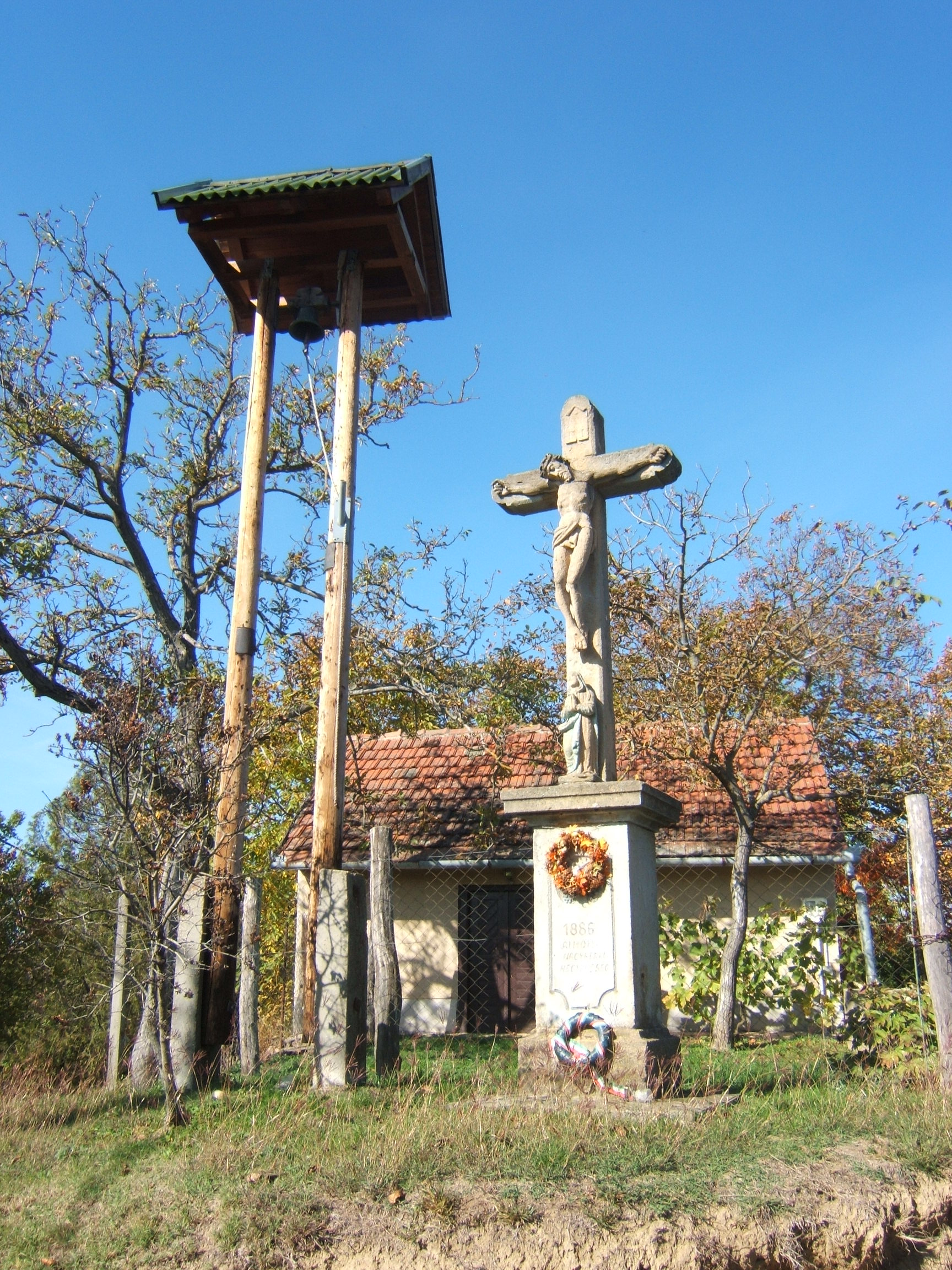
Harangláb és egy 139 éves kőkereszt a Kata-hegyen